# Championnat de Lituanie masculin de volley-ball
Le championnat de Lituanie de volley-ball masculin de première division est la plus importante compétition nationale organisée par la Fédération lituanienne de volley-ball – Lietuvos Tinklinio Federacija (LTF). Il est créé en 1992.

## Palmarès
| Année | Champion                              | Finaliste                         | Troisième                         |
| ----- | ------------------------------------- | --------------------------------- | --------------------------------- |
| 1992  | Morena Vilnius                        |                                   |                                   |
| 1993  | Morena Vilnius                        |                                   |                                   |
| 1994  |                                       |                                   |                                   |
| 1995  | Lamaring Vilnus                       |                                   |                                   |
| 1996  |                                       |                                   |                                   |
| 1997  |                                       |                                   |                                   |
| 1998  |                                       |                                   |                                   |
| 1999  |                                       |                                   |                                   |
| 2000  |                                       |                                   |                                   |
| 2001  |                                       |                                   |                                   |
| 2002  |                                       |                                   |                                   |
| 2003  |                                       |                                   |                                   |
| 2004  | Oklikema Vilnius                      | Tytuvėnų Antivis                  | Elga Startas Šiauliai             |
| 2005  |                                       |                                   |                                   |
| 2006  | Naujoji Agluona                       | Elga Startas                      | Antivis Kelmė                     |
| 2007  | Oklikema Vilnius                      | Isto VU SM Tauras Vilnius         | Antivis Kelmės                    |
| 2008  |                                       |                                   |                                   |
| 2009  | Flamingo Volley Vilnius               | Antivis Kelmė                     | Oklikema                          |
| 2010  | Elga Startas Šiauliai                 | Panevėžys KKSC-Naujoji Agluona    | Antivis Etovis Kelmė              |
| 2011  | Flamingo Volley Vilnius               | VGTU/MRU                          | Elga Startas Šiauliai             |
| 2012  | Flamingo Volley SM Tauras Vilnius     | Elga-Master Idea Šiauliai         | Antivis- Etovis Kelmė             |
| 2013  | Antivis- Etovis Kelmė                 | Flamingo Volley SM Tauras Vilnius | Elga-Master Idea Šiauliai         |
| 2014  | Elga- Master IDea- SM Dubysa Šiauliai | Antivis- Etovis Kelmė             | Flamingo Volley SM Tauras Vilnius |

## Équipes participantes à la saison 2011-2012
- Flamingo Volley SM Tauras Vilnius
- Vilnius Gediminas Technical University (VGTU)
- Antivis-Etovis Kelmė
- Panevėžys-KKSC
- Elga Master idea Šiauliai